# Ried (Bernbeuren)
Ried ist ein Gemeindeteil der Gemeinde Bernbeuren im Landkreis Weilheim-Schongau (Oberbayern, Bayern).
Das Dorf liegt circa einen Kilometer südlich von Bernbeuren und ist über die Kreisstraße WM 3 zu erreichen.

## Baudenkmäler

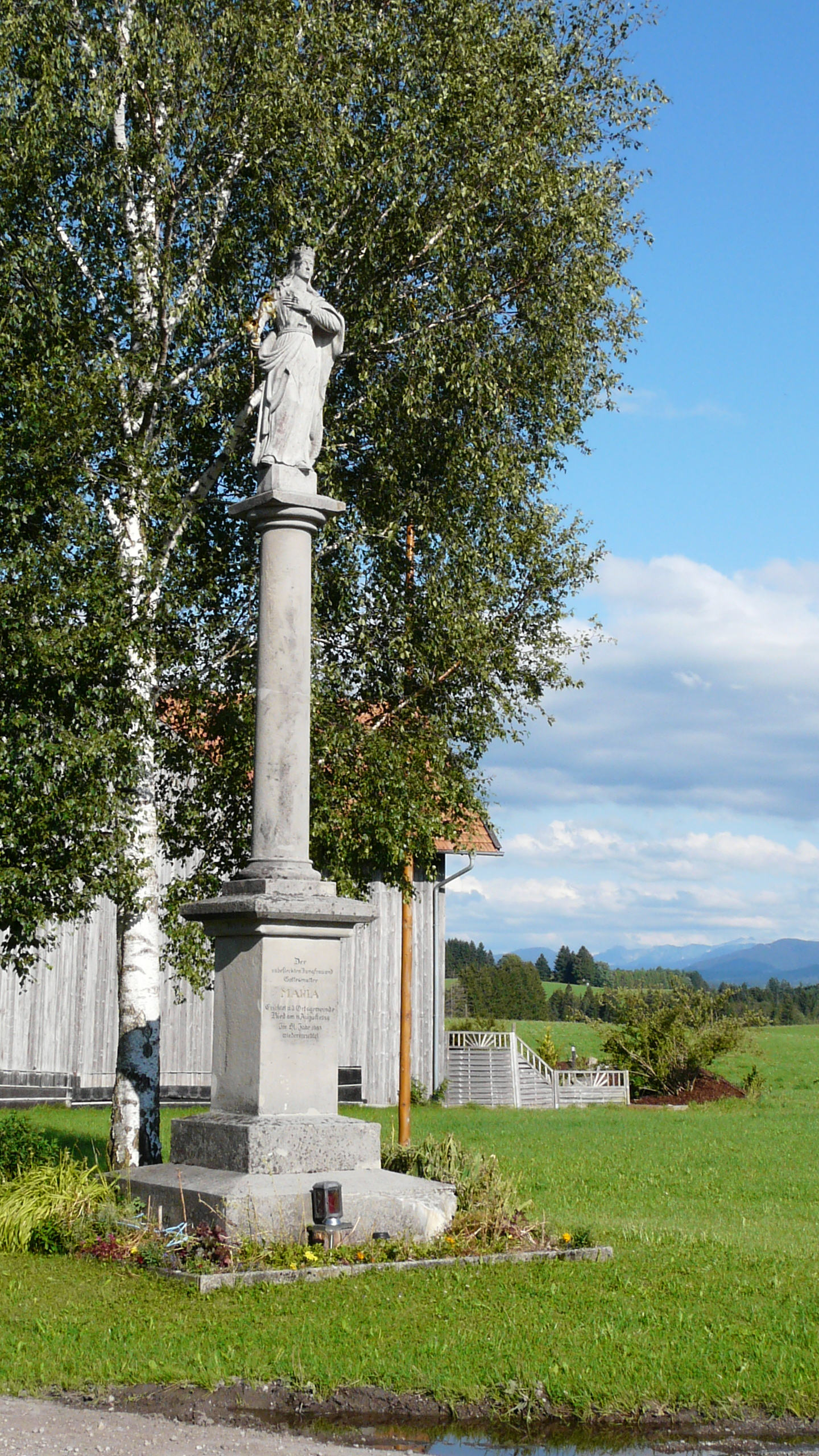
Mariensäule in Ried

- Mariensäule, errichtet 1857